# Jakob Sprenger (Politiker)

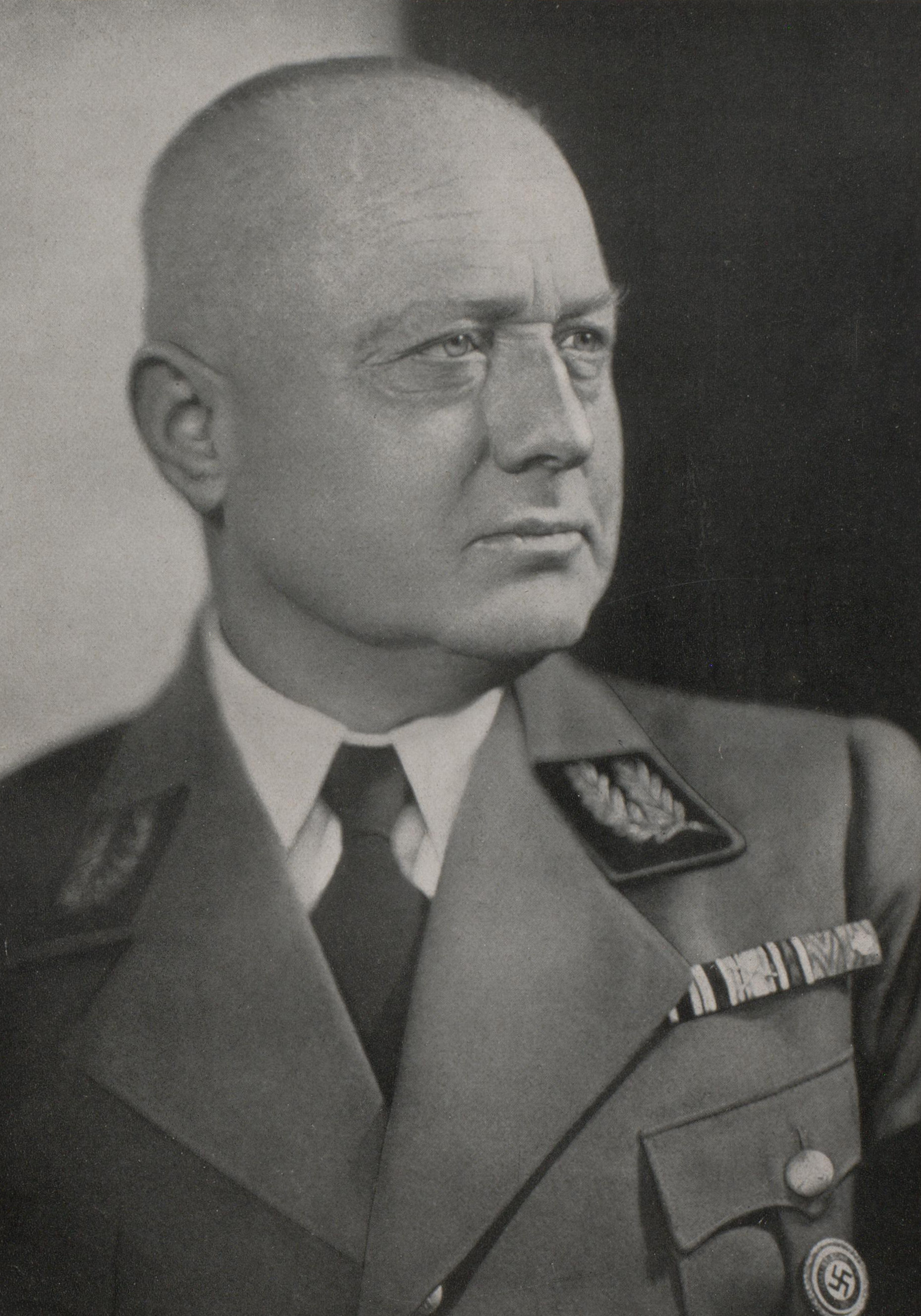
Jakob Sprenger, um 1942

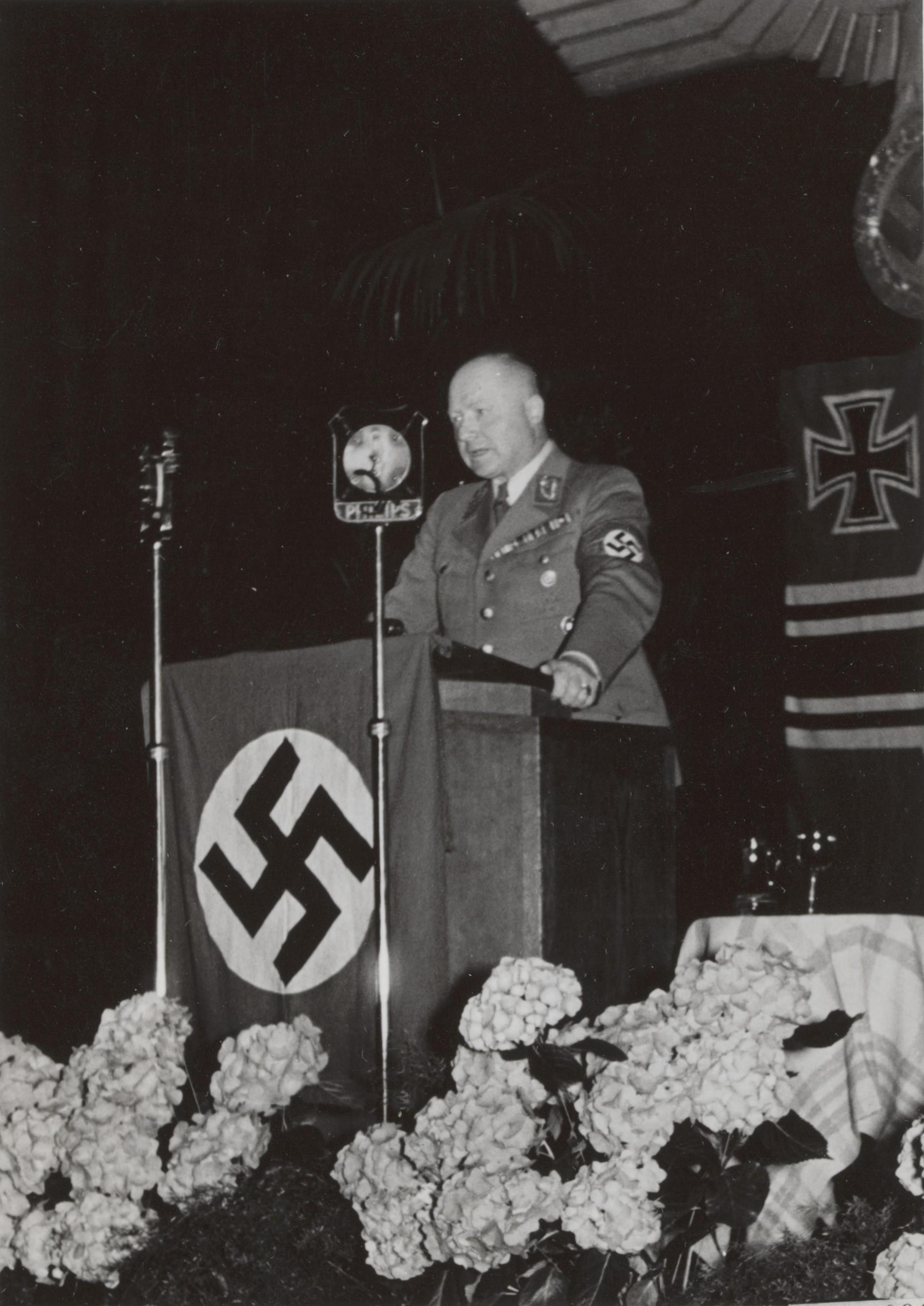
Jakob Sprenger in Amsterdam

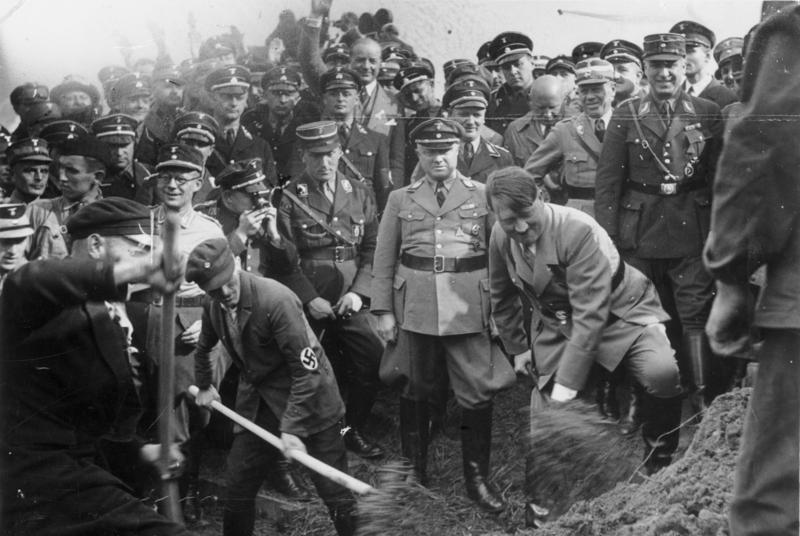
Jakob Sprenger, links hinter Adolf Hitler beim ersten Spatenstich zum Reichsautobahnbau der Strecke Frankfurt/Main-Darmstadt-Mannheim am 23. September 1933, Aufnahme vom Scherl-Bilderdienst im Bundesarchiv

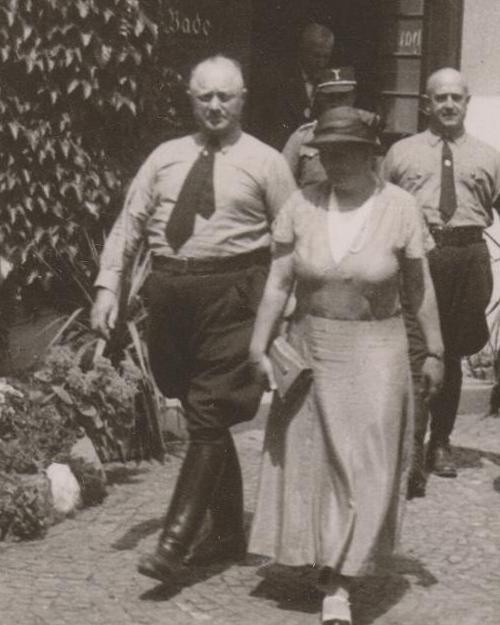
Jakob Sprenger mit Gattin
1933 in Bad Salzhausen

Jakob Sprenger (* 24. Juli 1884 in Oberhausen bei Bergzabern; † 7. Mai 1945 in Kössen) war ein deutscher nationalsozialistischer Politiker und Gauleiter im Gau Hessen-Nassau.

## Leben
Sprenger besuchte zunächst die Volksschule und dann das Progymnasium in Bergzabern. Nach dem Abschluss seiner Schulzeit diente er als Einjährigfreiwilliger beim Militär. Ab 1902 war Sprenger im Verwaltungsdienst der Reichspost beschäftigt. Sprenger nahm als Soldat am Ersten Weltkrieg teil. Der Postinspektor Jakob Sprenger wurde 1922 Mitglied der NSDAP. Nach dem zwischenzeitlichen Verbot der NSDAP gehörte Sprenger in Frankfurt am Main der Deutschen Partei und dem Völkisch-Sozialen Block an und trat der NSDAP im August 1925 erneut bei (Mitgliedsnummer 17.009).
Der militante Antisemit machte in der NSDAP schnell Karriere. Zunächst wurde er Anfang 1927 Gauleiter vom Parteigau Hessen-Nassau-Süd. Ab September 1930 war er Mitglied des Reichstages der Weimarer Republik und danach bis Kriegsende des nationalsozialistischen Reichstags. Von 1930 bis 1933 gehörte er dem Verwaltungsrat der  Reichspost an. Am 1. Januar 1933 wurde er zum Gauleiter des neuen Gaues Hessen-Nassau, der zusätzlich das Gebiet des Volksstaates Hessen (Hessen-Darmstadt) umfasste.
Am 5. Mai 1933 wurde er auch zum Reichsstatthalter des Volksstaates Hessen ernannt und übertrug die Regierungsgeschäfte dem bisherigen gewählten Staatspräsidenten Ferdinand Werner (NSDAP), den er aber am 20. September 1933 nach einem Streit über die Zusammenlegung der Handelskammern zum Rücktritt zwang. Vom Nachfolger Philipp Wilhelm Jung übernahm Sprenger aufgrund des Reichsstatthaltergesetzes vom 30. Januar 1935 zwei Jahre später die Führung der Landesregierung selbst. Neben Martin Mutschmann war er der einzige Reichsstatthalter, der mit dieser Doppelfunktion beauftragt wurde. Diese Doppelfunktion hielt Sprenger bis Kriegsende inne.
Im Jahr 1933 scheint Sprenger gegenüber Adolf Hitler eine Art Sprecherfunktion unter den Gauleitern und Reichsstatthaltern ausgeübt zu haben, sank allerdings zum Jahresende hin in der Gunst des „Führers“. Gründe dafür dürften die Unruhen rund um die Absetzung Werners und Versuche der Einflussnahme auf benachbarte Bundesstaaten und NSDAP-Gaue gewesen sein.
Am 1. September 1939 wurde der SA-Obergruppenführer Reichsverteidigungskommissar des Wehrkreises XII in Wiesbaden, wobei jedoch die Stadt Frankfurt dem Wehrkreis IX (Kassel), geleitet von Reichsverteidigungskommissar Fritz Sauckel, angehörte. Erst zum 1. Dezember 1942 wurde dieser konfliktträchtige Zustand beendet, indem die Gebiete der Wehrkreise auf die Gebiete der Parteigaue umgestellt wurden und Sprenger Reichsverteidigungskommissar für seinen gesamten Parteigau wurde. In der Funktion des Gauleiters hielt er im März 1941 eine Festrede zur Eröffnung des von Alfred Rosenberg initiierten pseudowissenschaftlichen antisemitischen Instituts zur Erforschung der Judenfrage in Frankfurt am Main. 1944 folgte in Anlehnung an die Gebiete der Reichsverteidigungsbezirke und Gaue der NSDAP zusätzlich seine Ernennung zum Oberpräsidenten der neuen preußischen Provinz Nassau, womit die Kreise Hanau, Gelnhausen und Schlüchtern sowie die Stadt Hanau dem Regierungsbezirk Kassel entzogen wurden und der staatliche Machtbereich Sprengers weiter an die Grenzen des Parteigaus Hessen-Nassau angeglichen wurde.
In der Nacht vom 25. auf den 26. März 1945 flüchtete Sprenger vor der anrückenden US-Armee aus Frankfurt am Main nach Kössen in Tirol, wo er am 7. Mai 1945 mit seiner Ehefrau Suizid beging.
In der Sowjetischen Besatzungszone wurden das von ihm herausgegebene Der Deutsche Beamte. Spielball der Parteien oder Vertrauensmann des Volkes? (1932) und das von ihm mit Eugen Schmahl verfasste Entwicklung der völkischen Bewegung. Die antisemitische Bauernbewegung in Hessen von der Böckelzeit bis zum Nationalsozialismus (1933) auf die Liste der auszusondernden Literatur gesetzt.

## Werke
- Vorwort (mit dem Titel „Reichstatthalter“) zu Hermann Textor: Völkische Arbeitseignung und Wirtschaftsstruktur. Hg. Forschungs-Institut für Arbeitsgestaltung, für Altern und Aufbrauch[7], Frankfurt. Wilhelm Limpert Verlag, Berlin 1939, S. 5.